# Sabayon Linux
Sabayon Linux war eine in Italien entwickelte Linux-Distribution. Sabayon Linux basierte auf der Distribution Gentoo und legte einen besonderen Wert auf Hardwareerkennung und grafische Effekte. Nachfolger ist MoccacinoOS.

## Geschichte
Entstanden ist die Distribution im Oktober 2004 unter dem Namen „RR4“ beziehungsweise später zusätzlich „RR64“ für die 64-Bit-Version als fertiges Gentoo-System. Im August 2006 wurde es in Sabayon Linux 3.0 umbenannt.
Seit Sabayon 6 erschien Sabayon als Rolling Release.
Im November 2020 kündigten die Maintainer an, dass Sabayon unter neuem Namen als MocaccinoOS fortgeführt werden würde.

## Umfang
Im Gegensatz zu den meisten Live-Distributionen handelte es sich bei Sabayon um eine DVD mit ca. 2 GB Umfang. Sabayon versuchte eine ansprechende Multimedia-Umgebung out-of-the-box zu liefern. Dafür wurden auf der DVD die meisten Treiber mitgeliefert.
Sabayon unterstützte KDE und Gnome gleichberechtigt als Standard, sie wurden auf separaten Live-DVDs angeboten. Darüber hinaus wurden auch Live-DVDs mit Xfce, Mate, LXDE und eine Live-CD mit Enlightenment angeboten, diese waren aber in einem experimentellen Status. Darüber hinaus gab es noch die Versionen ServerBase und SpinBase (beide ohne X Window System). Eine weitere Besonderheit war der Umgang mit proprietärer Software, die bei Sabayon in keiner Weise von freier Software getrennt wurde. So wurden die unfreien Grafikkartentreiber von ATI und Nvidia automatisch installiert. Auch Google Earth gehörte, ebenso wie die rechtlich umstrittene Bibliothek libdvdcss, zum Standardumfang.

## Technik
Sabayon Linux ließ sich als Live-System direkt von der DVD/CD starten. Vor der Installation konnte ein Update des Installers durchgeführt werden. Als Paketverwaltungssystem verwendete Sabayon Linux equo, mit dem hauptsächlich vorkompilierte Software durch Befehle in der Kommandozeile verwaltet werden konnte. Ein paralleler Betrieb von equo und dem von Gentoo Linux her bekannten Portage war möglich und für fortgeschrittene Nutzer vorgesehen.

## Versionsgeschichte
| Version                      | Datum              | Anmerkungen                                                            |
| ---------------------------- | ------------------ | ---------------------------------------------------------------------- |
| SabayonLinux 3.0             | 14. September 2006 | bis RC1 noch „RR4 Linux“                                               |
| SabayonLinux 3.1             | 12. Oktober 2006   |                                                                        |
| SabayonLinux 3.2             | 27. November 2006  |                                                                        |
| SabayonLinux 3.25            | 2. Januar 2007     |                                                                        |
| SabayonLinux 3.26            | 8. Januar 2007     |                                                                        |
| SabayonLinux 3.3             | 16. März 2007      |                                                                        |
| SabayonLinux 3.4             | 24. Juli 2007      |                                                                        |
| SabayonLinux 3.4 MiniEdition | 23. September 2007 | „Geschrumpfte“ Version, die auf eine CD passt                          |
| SabayonLinux 3.5             | 1. Juli 2008       |                                                                        |
| SabayonLinux 3.5 Pod         | 11. Juli 2008      | CD-Version mit Xfce als Desktopmanager                                 |
| SabayonLinux 3.5.1           | 9. November 2008   |                                                                        |
| SabayonLinux 4               | 25. Dezember 2008  |                                                                        |
| SabayonLinux 4.1             | 13. April 2009     |                                                                        |
| SabayonLinux 4.2             | 30. Juni 2009      |                                                                        |
| SabayonLinux 5.0             | 2. Oktober 2009    |                                                                        |
| SabayonLinux 5.1             | 12. Dezember 2009  |                                                                        |
| SabayonLinux 5.2             | 26. März 2010      | DVD-Versionen mit Gnome _G oder KDE _K für x86 oder x86-64             |
| SabayonLinux 5.3             | 5. Juni 2010       |                                                                        |
| SabayonLinux 5.4             | 30. September 2010 |                                                                        |
| SabayonLinux 5.5             | 27. Januar 2011    |                                                                        |
| SabayonLinux 6               | 23. Juni 2011      |                                                                        |
| SabayonLinux 7               | 10. Oktober 2011   | Xfce gehört nun zu den Standard Desktops                               |
| SabayonLinux 8               | 7. Februar 2012    |                                                                        |
| SabayonLinux 9               | 9. Juni 2012       |                                                                        |
| SabayonLinux 10              | 13. September 2012 | Mate Desktop gehört nun zu den Standard Desktops.                      |
| SabayonLinux 11              | 15. Februar 2013   | Die Unterstützung für Nvidia Optimus durch Bumblebee wurde verbessert. |
| SabayonLinux 13.04           | 30. April 2013     |                                                                        |
| SabayonLinux 13.08           | 12. August 2013    |                                                                        |
| SabayonLinux 14.01           | 20. Dezember 2013  |                                                                        |
| SabayonLinux 14.05           | 7. April 2014      |                                                                        |
| SabayonLinux 15.02           | 2. Februar 2015    |                                                                        |
| SabayonLinux 15.06           | 31. Mai 2015       |                                                                        |
| SabayonLinux 16.11           | 28. Oktober 2016   |                                                                        |
| SabayonLinux 18.05           | 14. April 2018     |                                                                        |
| SabayonLinux 19.03           | 31. März 2019      |                                                                        |

| Version                      | Datum            |
| ---------------------------- | ---------------- |
| Sabayon Business Edition 1.0 | 15. Juli 2007    |
| Sabayon Business Edition 1.1 | 24. Oktober 2007 |